# Nissan Nuvu
Nissan Nuvu (яп. 日産・ニューヴ Нюуву, дословно означает англ. new view — «новый взгляд») — электрический концепт-кар японской компании Nissan, представленный на Парижском автосалоне в октябре 2008 года. Серийной модели на базе Nuvu создано не было, но часть технологий, применяемых на модели, впоследствии стала устанавливаться на серийный автомобиль Nissan Leaf.

## Концепция
Согласно мнению компании, большинство людей в начале XXI века используют автомобили не в полную силу: из пяти мест часто используется одно и лишь иногда два, а пять мест используется лишь в 1—2 % случаев. Nissan решила создать автомобиль не для города 2000-х годов, а для города из середины века, где, по её мнению, будет ещё больше людей и пробок. Поэтому Nuvu является небольшим электромобилем и содержит всего лишь 3 места, из которых одно складное. Таким образом, в автомобиле при каждой поездке задействовано как минимум треть из всех предоставляемых мест.
Официальная презентация модели состоялась на Парижском автосалоне в октябре 2008 года.

## Дизайн и конструкция

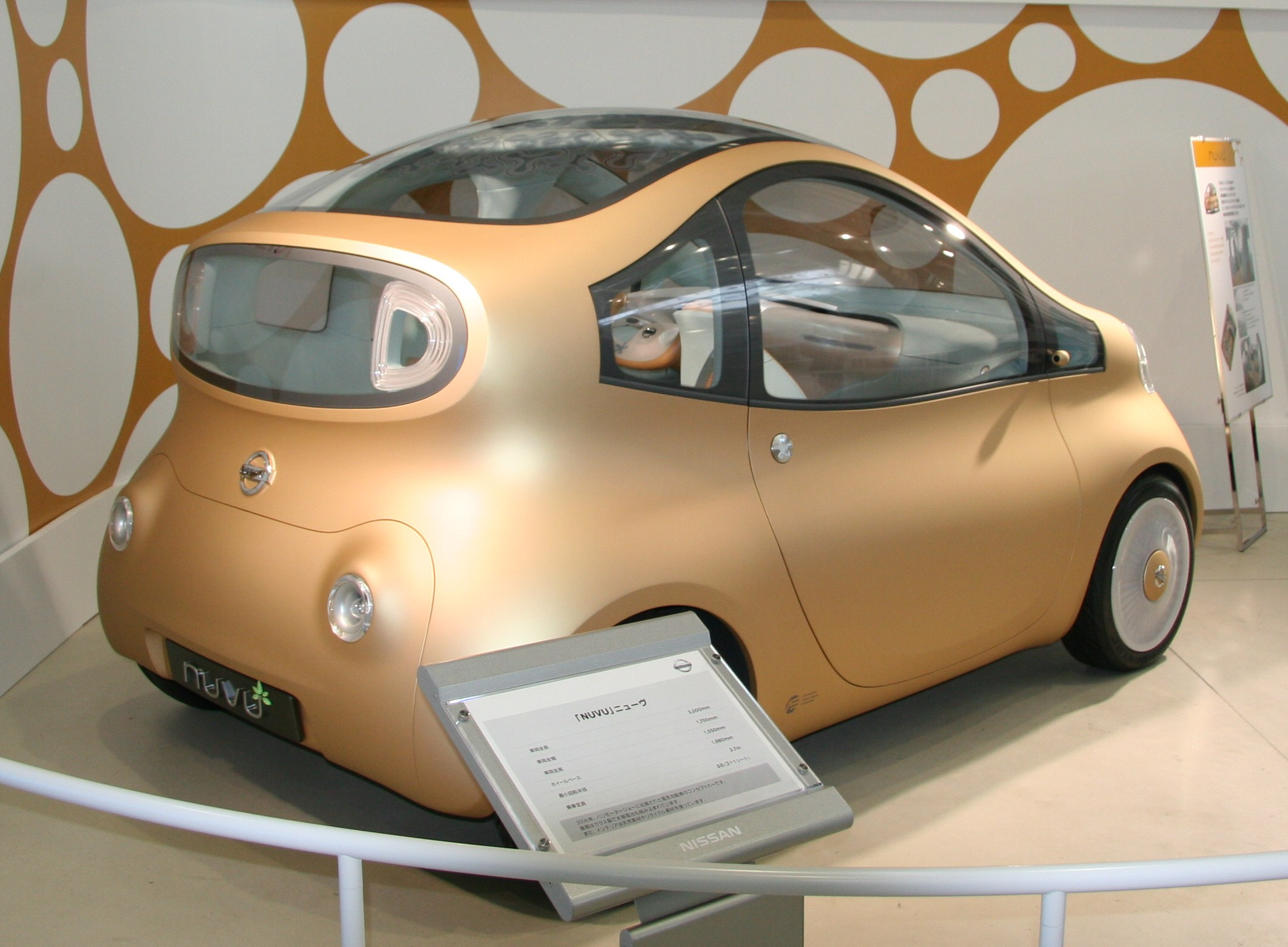
Вид сзади

Концепт представляет собой двухдверный хетчбэк (багажная дверь отсутствует) с двумя постоянными и одним складным местами. Модель покрашена в золотой цвет, официальное название которого — «Soft Feel Sandy Gold». Лобовое стекло переходит в панорамную крышу, на которой располагаются солнечные панели, похожие на листья с трёхлучевой симметрией. Задние фонари располагаются на заднем стекле.
Салон весьма необычный: сиденье водителя расположено в привычном месте, за ним — площадка для размещения багажа, сиденье переднего пассажира складное, а за ним есть ещё одно постоянное место для заднего пассажира. Самым необычным элементом является колонна в виде ствола дерева, располагающаяся за сиденьем водителя. Она разветвляется на крыше и собирает энергию с солнечных батарей, увеличивая запас хода автомобиля. Помимо этой функции, она также является силовым элементом, повышающим жёсткость кузова. Руль имеет форму штурвала. Прямой связи между ним и колёсами нет — Nuvu оснащён технологией By-Wire (ранее она уже применялась на концепте Nissan Pivo), благодаря которой рулевой механизм и тормоза приводятся в действие сервоприводами, которые получают сигнал от руля и педалей. Салон сделан из переработанных материалов.

### Технические характеристики
Модель построена на особой платформе, созданной с нуля. Электромотор находится сзади и приводит в движение заднюю ось. Точных данных касательно мотора опубликовано не было, известно лишь то, что запас хода составляет 130 км, а максимальная скорость — 120 км/ч. Литий-ионные аккумуляторы располагаются под сиденьями, чтобы центр масс автомобиля был ниже. Их характеристики также не раскрывались, поскольку в дальнейшем они стали использоваться на серийной модели Nissan Leaf. Согласно Nissan, при быстрой зарядке автомобиль за 20 минут заряжается до 80 %. При использовании обычной розетки на 220 вольт зарядка занимает до 4 часов.

## Обзоры и оценки
Издание «Auto Express» в октябре 2008 года провело тест-драйв Nissan Nuvu. Модель была отмечена «идеальной для города будущего». Из минусов было отмечено только неудобное расположение механизма переключения передач и ручного тормоза. Общая оценка — 5 из 5.